# Pristanišče Split
Splitsko pristanišče (hrvaško: Luka Split) je pristanišče v srednjedalmatinskem mestu Split na Hrvaškem. Pristanišče je bilo prvotno trgovsko središče, ki so ga prvotno ustanovili grški naseljenci z otoka Vis, nato pa so ga prevzeli Rimljani. Pristanišče je uspevalo v srednjem veku, nazadnje pa je doživelo upad v poznem 18. in začetku 19. stoletja, ko je pristanišče Reka prevzelo vlogo primarnega trgovskega in ladijskega prometa v regiji. Upad je bil pripisan tudi propadu Osmanskega cesarstva, tradicionalnemu trgu splitskega pristanišča, in vse večji prevladi Avstrijskega cesarstva.
Od leta 2017 je pristanišče največje potniško pristanišče na Hrvaškem, največje potniško pristanišče v Jadranskem morju in 11. največje pristanišče v Sredozemlju z letnim prihodom potnikov približno 5 milijonov. Do leta 2010 je pristanišče Split vsako leto zabeležilo 18.000 prihodov ladij. Pristanišče upravlja uprava pristanišča Split (PSA). V poznih 2000 -ih letih so PSA in pristaniški operaterji Trajektna Luka Split d.d. in Luka d.d. Splitsko pristanišče je začeli izvajati naložbeni načrt za povečanje obsega potniškega in tovornega prometa, ki naj bi bil zaključen do leta 2015, kar bi pristanišču omogočilo prevoz do 7 milijonov potnikov na leto.